# Relación por Internet
Las relaciones por Internet o también llamadas relaciones virtuales son relaciones interpersonales, incluyendo relaciones íntimas, entre personas que se han conocido en línea, y en muchos casos se conocen solo por Internet. Las relaciones en línea son similares en muchas maneras a las relaciones de amigos por correspondencia.

## Historia
En un comienzo eran comunes las salas de chat, donde era posible contactar en una sala común a diferentes usuarios en línea que comparten intereses en común de forma casi anónima, con la posibilidad de ingresar sin registrarse, simplemente con un apodo y sin fotografía. El contacto virtual podía mantenerse únicamente en el sitio web del chat o trasladarse al correo electrónico o en algún servicio de mensajería instantánea. En muchos de los casos, ya sea por la relativa distancia o por el querer mantener el anonimato dentro de Internet, estas relaciones en línea no se concretaban en la realidad y permanecían únicamente dentro del ciberespacio. A partir de fines del siglo XX; se hizo más fácil para las personas establecer relaciones significativas en línea. Desde el desarrollo de la banda ancha en Internet, las amistades en línea han cambiado significativamente. Ya en el siglo XXI, la aparición y masificación de nuevos mecanismos  para favorecer los encuentros reales desde la virtualidad, como las redes sociales y los sitios de encuentros especializados en la búsqueda de pareja, favoreció un cambio en la dinámica de cómo se inicia y se va desarrollando una eventual relación por Internet. En esa línea, los teléfonos inteligentes han facilitado aún más la posibilidad de concretar encuentros reales desde lo virtual, con la creación de aplicaciones de citas en línea, que utilizan la geolocalización mediante el uso de GPS, cuyo propósito es contactarse con personas para poder flirtear en las cercanías y así evitar un "amor a distancia". Es posible tener conversaciones en audio y tiempo real en Internet a través de una videollamada (creando así la telepresencia). Las personas que están en una relación en línea también pueden participar del cibersexo, que es un encuentro sexual en que dos o más personas conectadas en forma remota por la computadora o teléfono se envían mensajes sexualmente explícitos describiendo una experiencia sexual.

## Impacto psicológico
Los psicólogos en al menos un estudio encontraron que las citas por Internet pueden ser exitosas.